# Gründlenried-Rötseemoos
Koordinaten: 47° 49′ 10″ N, 9° 53′ 46″ O

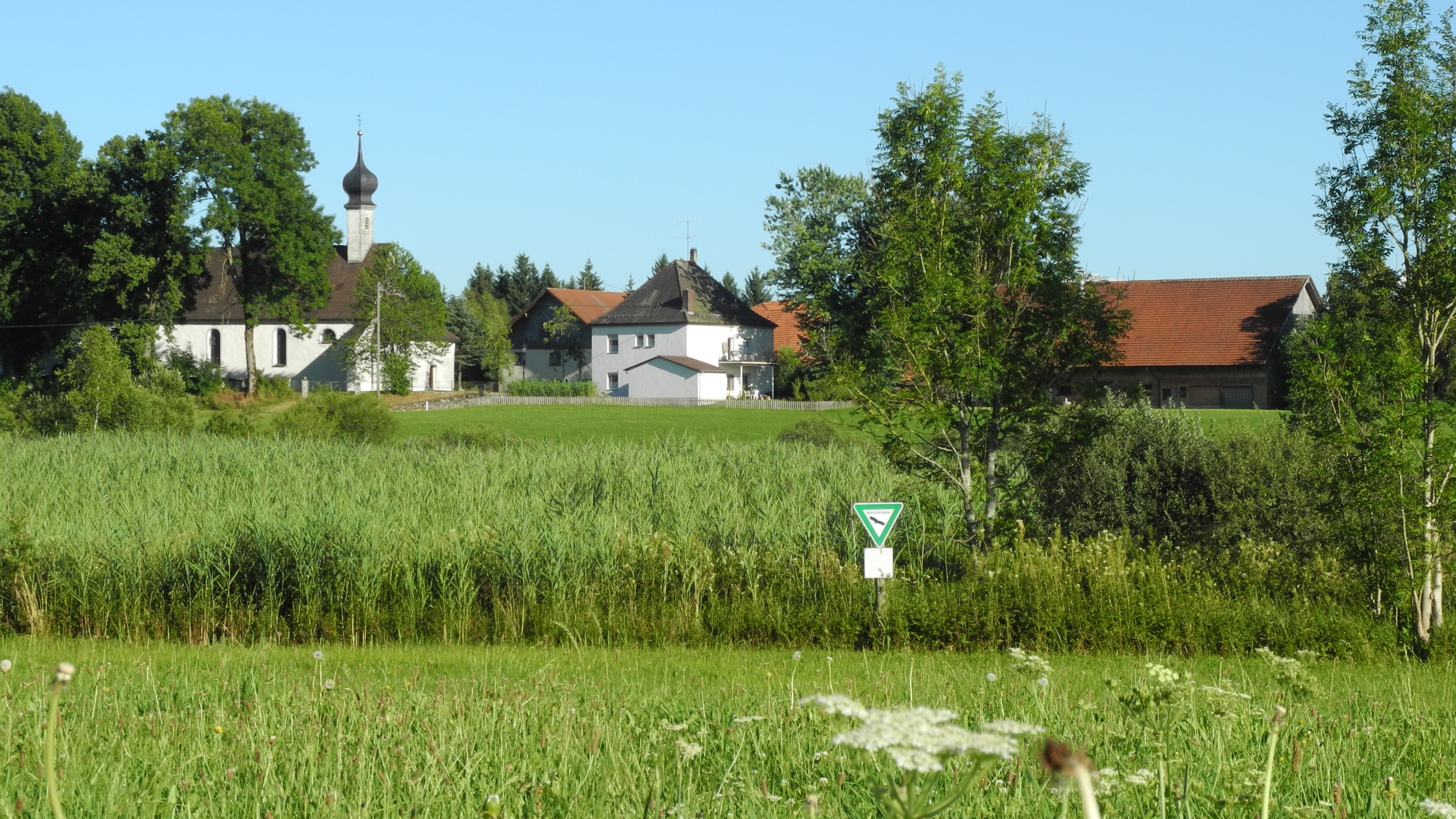
Naturschutzgebiet Gründlenried-Rötseemoos (Juli 2013)

Das Naturschutzgebiet Gründlenried-Rötseemoos liegt auf dem Gebiet der Gemeinde Kißlegg im Landkreis Ravensburg in Baden-Württemberg.
Das Gebiet erstreckt sich nordöstlich von Rempertshofen. Westlich verläuft die Landesstraße L 265.

## Bedeutung
Das 347,2 ha große Gebiet ist seit dem 21. April 1983 unter der NSG-Nr. 4.103 als Naturschutzgebiet ausgewiesen. Es handelt sich um eine ursprüngliche Moorlandschaft mit offenen und bewaldeten Hochmoorflächen sowie Zwischen- und Niedermoorbereichen mit ausgeprägter Zonierung. Der weitgehend intakte Lebensraum ist von hohem ökologischen Wert.